# Eta Cephei
Eta Cephei (η Cep / 3 Cephei) es una estrella en la constelación de Cefeo de magnitud aparente +3,41.
Es la quinta estrella más brillante de la constelación, siendo superada por α, γ, β y ζ Cephei. Si bien no tiene nombre propio habitual, junto a θ Cephei ocasionalmente es conocida como Al Kidr.
Situada a 47 años luz del sistema solar, Eta Cephei es una subgigante naranja de tipo espectral K0IV con una temperatura efectiva de 4858 ± 78 K.
Su luminosidad es 9,2 veces mayor que la luminosidad solar y la medida de su diámetro angular considerando el oscurecimiento de limbo, 2,65 ± 0,04 milisegundos de arco, permite evaluar su diámetro real, 4,1 veces más grande que el del Sol.
Gira lentamente sobre sí misma, con una velocidad de rotación proyectada de 3,3 km/s.
Eta Cephei tiene un contenido metálico algo inferior al solar, siendo su índice de metalicidad [Fe/H] = -0,13. Los niveles de otros elementos como silicio y cobalto son muy parecidos a los del Sol, al igual que sucede para elementos del proceso-s como itrio, zirconio y cerio.
Su velocidad relativa respecto al Sol de 104 km/s —7 veces superior a la media— así como su baja metalicidad, sugieren que puede ser una visitante de regiones más externas de la galaxia.
Con una masa un 60 % mayor que la masa solar, la edad de Eta Cephei se estima en 1600 millones de años.